# Culture de Détroit
La culture de la ville de Détroit (Michigan), a été associée de façon étroite aux formes variées de la musique populaire du XXe siècle, notamment avec Motown. La culture de la ville a également été associée avec l'automobile, ainsi qu'au large rôle que cette industrie joue dans l'économie de la ville.

## Musique et arts de la scène
Sur le plan musical, Détroit a abrité le siège de la Motown (compagnie discographique consacrée à la soul) elle a été le berceau de plusieurs styles musicaux, comme le punk et la techno, et a vu débuter de nombreux artistes, Iggy Pop et les Stooges, MC5, Diana Ross et les Supremes, Marvin Gaye, Stevie Wonder, The Jackson Five, Jay Dilla, Eminem, Mike « Mad » Banks, Juan Atkins, Derrick May, Kevin Saunderson, Jeff Mills, et les  White Stripes.
Détroit possède également un remarquable orchestre symphonique, autrefois dirigé par Paul Paray et Antal Doráti notamment.

## Musées

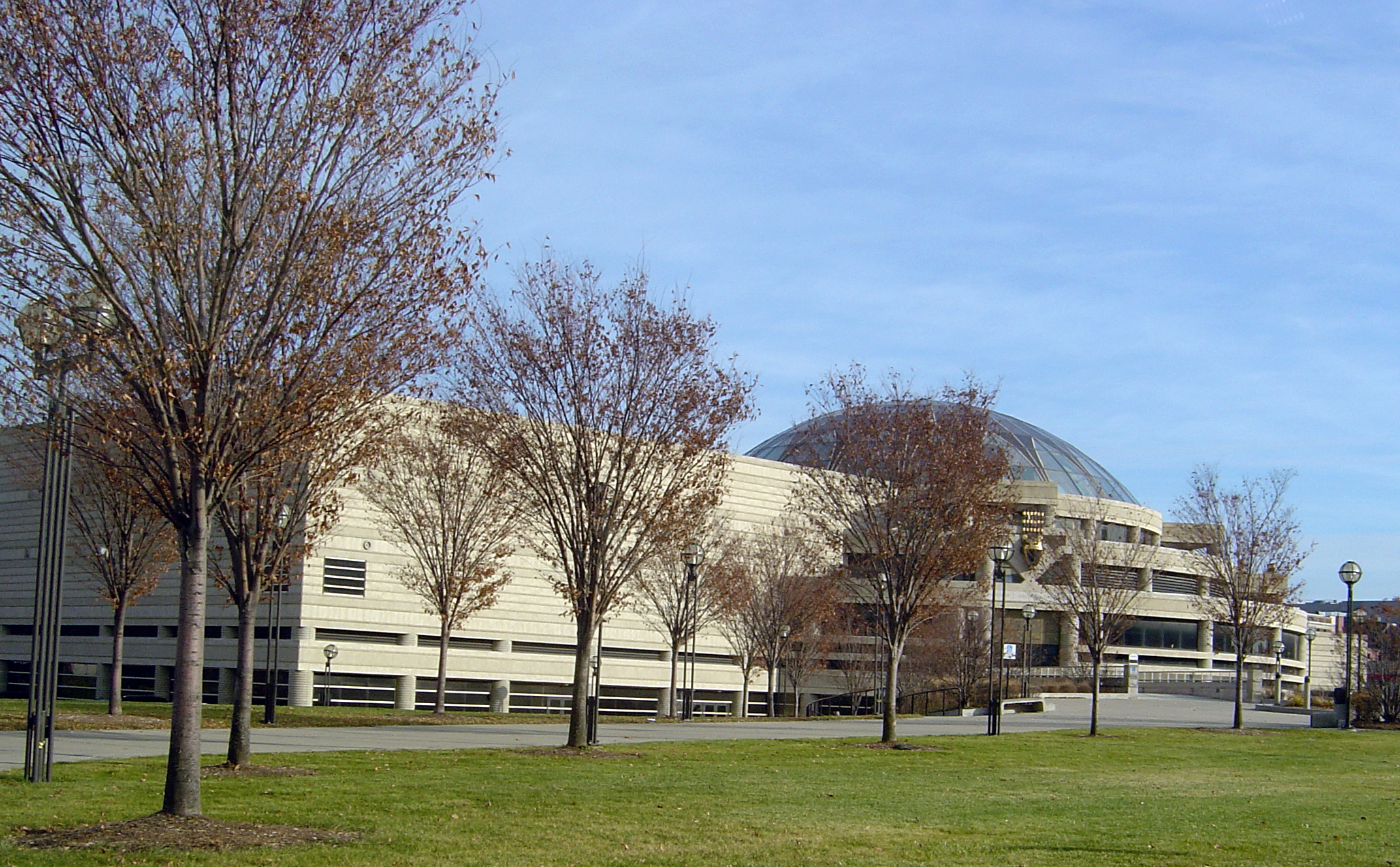
Musée de la culture afro-américaine

Le musée Charles H. Wright Museum of African American History (en), fondé en 1965, propose les plus importantes collections permanentes concernant la culture afro-américaine.